# Haplochernes nanus
Haplochernes nanus är en spindeldjursart som beskrevs av Volker Mahnert 1975. Haplochernes nanus ingår i släktet Haplochernes och familjen blindklokrypare. Inga underarter finns listade i Catalogue of Life.